# Brûle le sang
Pour plus de détails, voir Fiche technique et Distribution.
Brûle le sang est un film multinational réalisé par Akaki Popkhadze et sorti en 2024. Il s'agit d'un thriller tourné à Nice, et produit par la société de production française Adastra Films. Il s'agit premier film du réalisateur franco-géorgien.
Le film présenté au festival international du film de Saint-Sébastien 2024, dans la catégorie New Directors.

## Synopsis
Dans les quartiers populaires de Nice, un membre important de la communauté géorgienne est assassiné. Son fils Tristan (Florent Hill), futur prêtre orthodoxe, se retrouve seul avec sa mère endeuillée (Ia Shugliashvili). C'est alors que Gabriel (Nicolas Duvauchelle), le frère aîné au passé trouble, revient d'exil pour restaurer l'honneur familial.

## Fiche technique
Sauf indication contraire, les informations mentionnées dans cette section peuvent être confirmées par la base de données cinématographiques IMDb,  présente dans la section « Liens externes ».
- Titre original : Brûle le sang
- Titre anglophone international : In the Name of Blood
- Réalisation : Akaki Pophadze
- Scénario : Akaki Pophadze et Florent Hill
- Musique : Guillaume Ferran
- Décors : Thibault Pinto
- Costumes : Tiphaine Ressort
- Photographie : Justin Vaudaux
- Montage : Mathieu Toulemonde
- Production : Leslie Jacob et Sébastien Aubert
- Sociétés de production : Adastra Films, Beside Productions et Ellly Films
- Sociétés de distribution : ARP Sélection (France), Urban Sales (international)[2]
- Budget : 3 millions d'euros[3]
- Pays de production :  France,  Belgique,  Géorgie et  Autriche
- Langues originales : français, géorgien
- Format : 2:39 - son 5.1
- Genre : thriller, film de gangsters
- Durée : 109 minutes
- Dates de sortie[4] :
  - Espagne : 21 septembre 2024 (festival de Saint-Sébastien)
  - France : 8 octobre 2024 (festival de Saint-Jean-de-Luz) ; 22 janvier 2025[5]

## Distribution
- Nicolas Duvauchelle : Gabriel
- Denis Lavant : Jacques
- Finnegan Oldfield : Marco
- Florent Hill : Tristan
- Sandor Funtek : Emir
- Jean-Philippe Ricci : Tchavo
- Ia Shugliashvili : Catherine
- Temiko Chichinadze : Davit
- Serge Avédikian : Père Alexandre

## Production

### Genèse et développement
En 2019, Akaki Popkhadze réalise le court métrage Je vois, dans lequel joue Florent Hill. Les deux hommes, qui se sont rencontrés au Judo club du port de Nice, décident dès lors d'écrire ensemble un long métrage.
Le film s'inspire de la jeunesse du réalisateur à Nice. Plus jeune le quotidien d'Akaki Popkhadze se résumait à participer à des bagarres de rues, aller en boîte de nuit, et à l'Église le lendemain. Le film retranscrit d'après lui ce quotidien contradictoire de sa jeunesse.
En 2021, Denis Lavant est annoncé au casting. Il est rejoint ensuite par Nicolas Duvauchelle et Finnegan Oldfield.
Le film obtient l'avance sur recettes et l'aide au développement de la part du CNC, et est préacheté par Canal+ et Ciné+.

### Tournage
Le tournage dure 34 jours, de août à octobre 2023, dont la grande majorité a lieu sur la Côte d'Azur, notamment à Nice. L'équipe se rend également quelques jours dans le quartier Point-du-jour à Saint-Laurent-du-Var, prochainement rasé par la ville, pour tourner une séquence pivot du film.
Déjà venu tourner à Nice la série Netflix Disparu à jamais, Nicolas Duvauchelle admet être fan du quartier du Vieux-Nice, et apprécie l'aspect festif de la ville.
Akaki Popkhadze décide de tourner le film avec des objectifs grand-angle, pour accentuer l'immersion dans le film et être au plus près des personnages.

Le tournage se conclut en octobre 2023 par deux jours de prise de vue en Géorgie, à Vardzia, une cité monastique troglodytique façonnée sur le flanc du Mont Erusheti.

Lieux de tournage du film
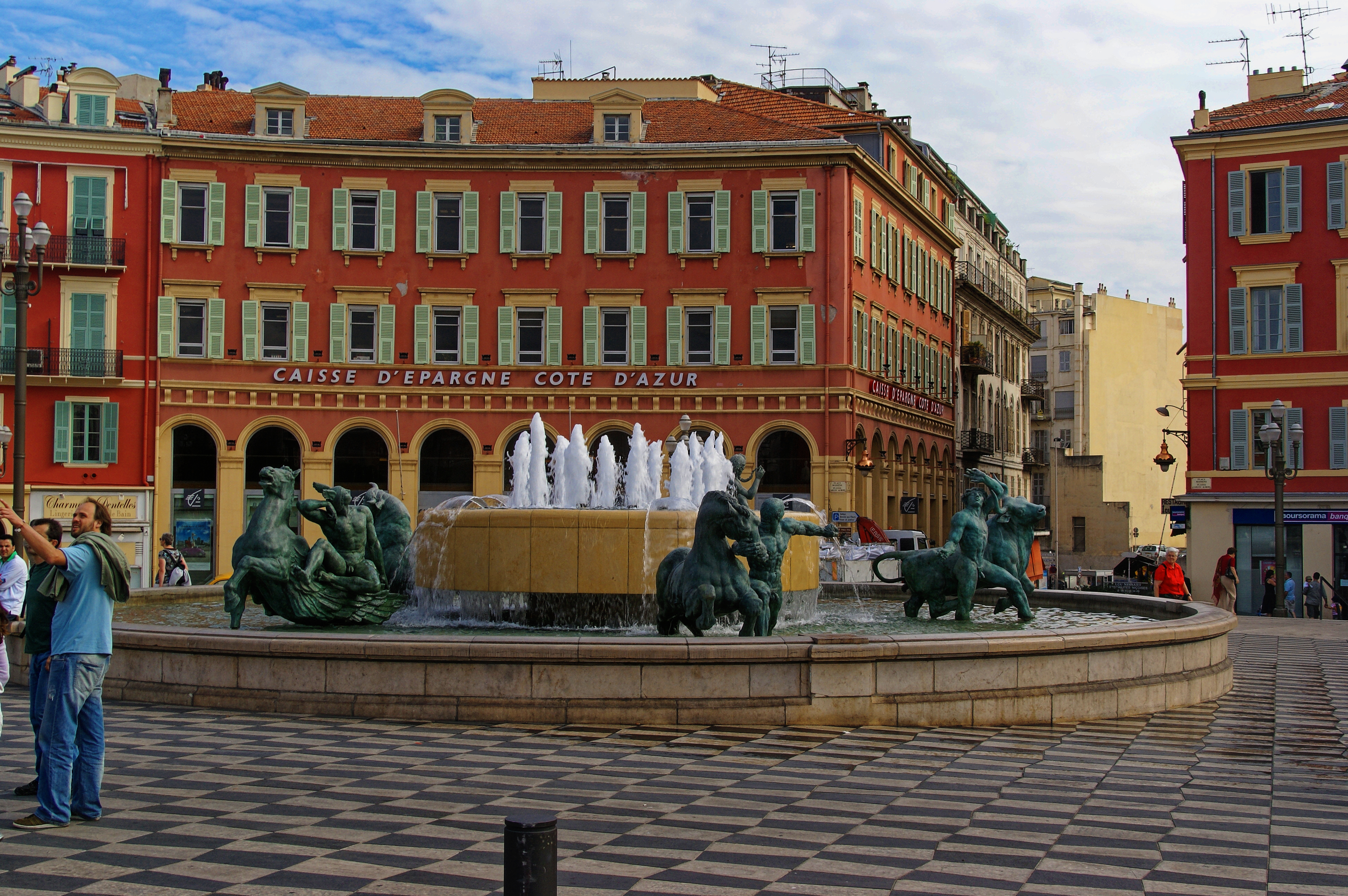
Place Masséna à Nice
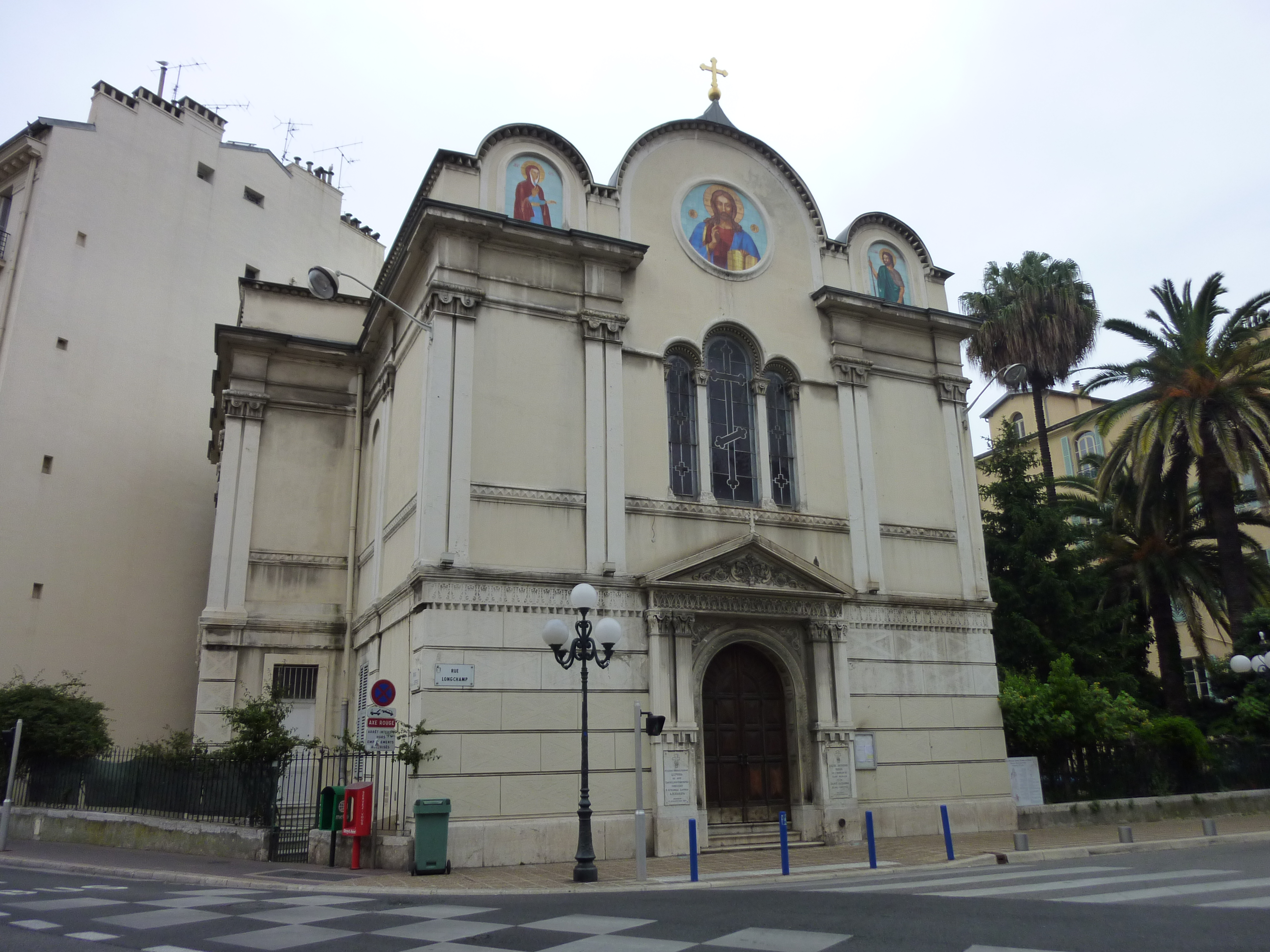
Église orthodoxe Saint-Nicolas et Sainte-Alexandra à Nice
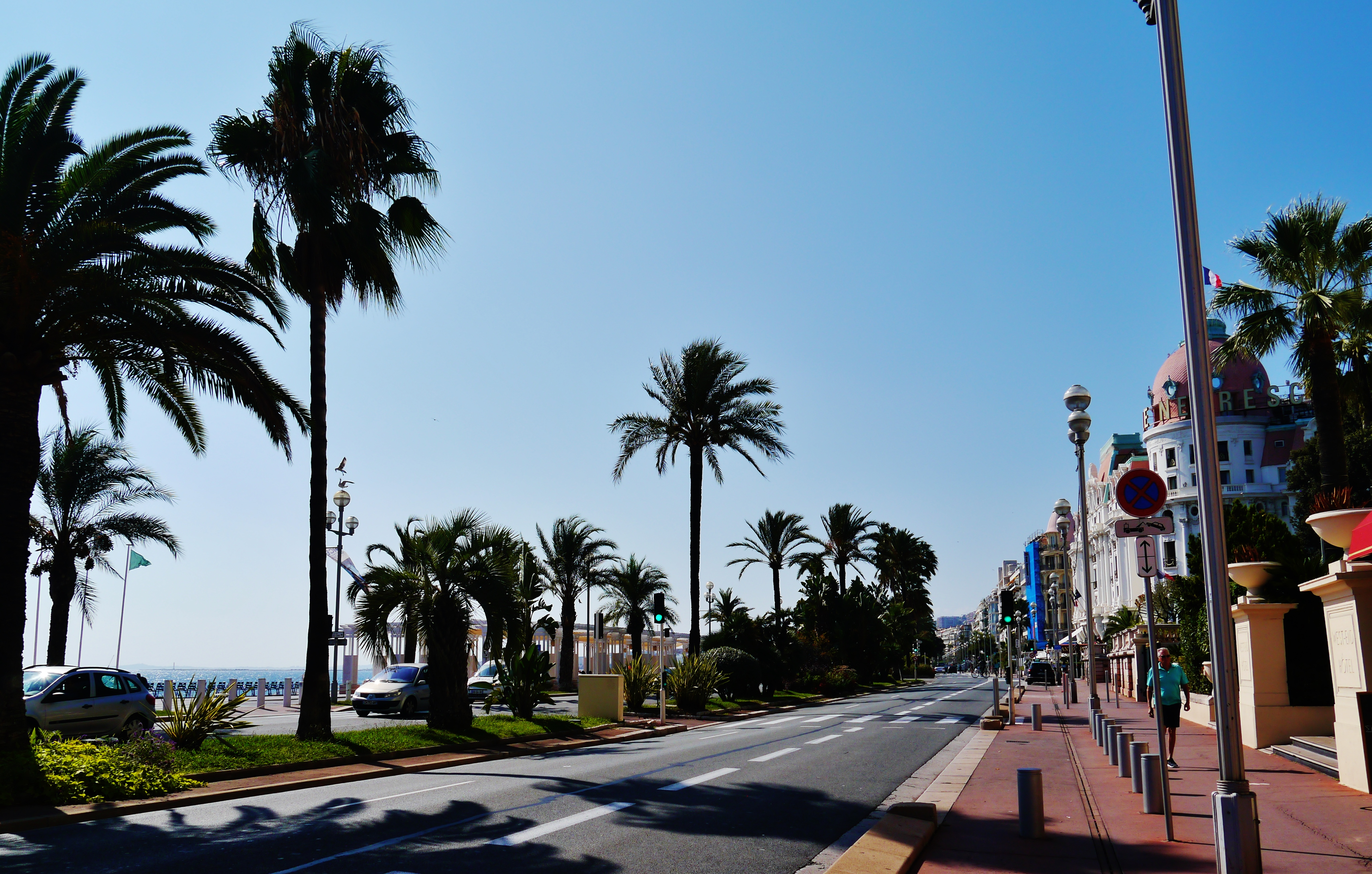
Promenade des Anglais à Nice
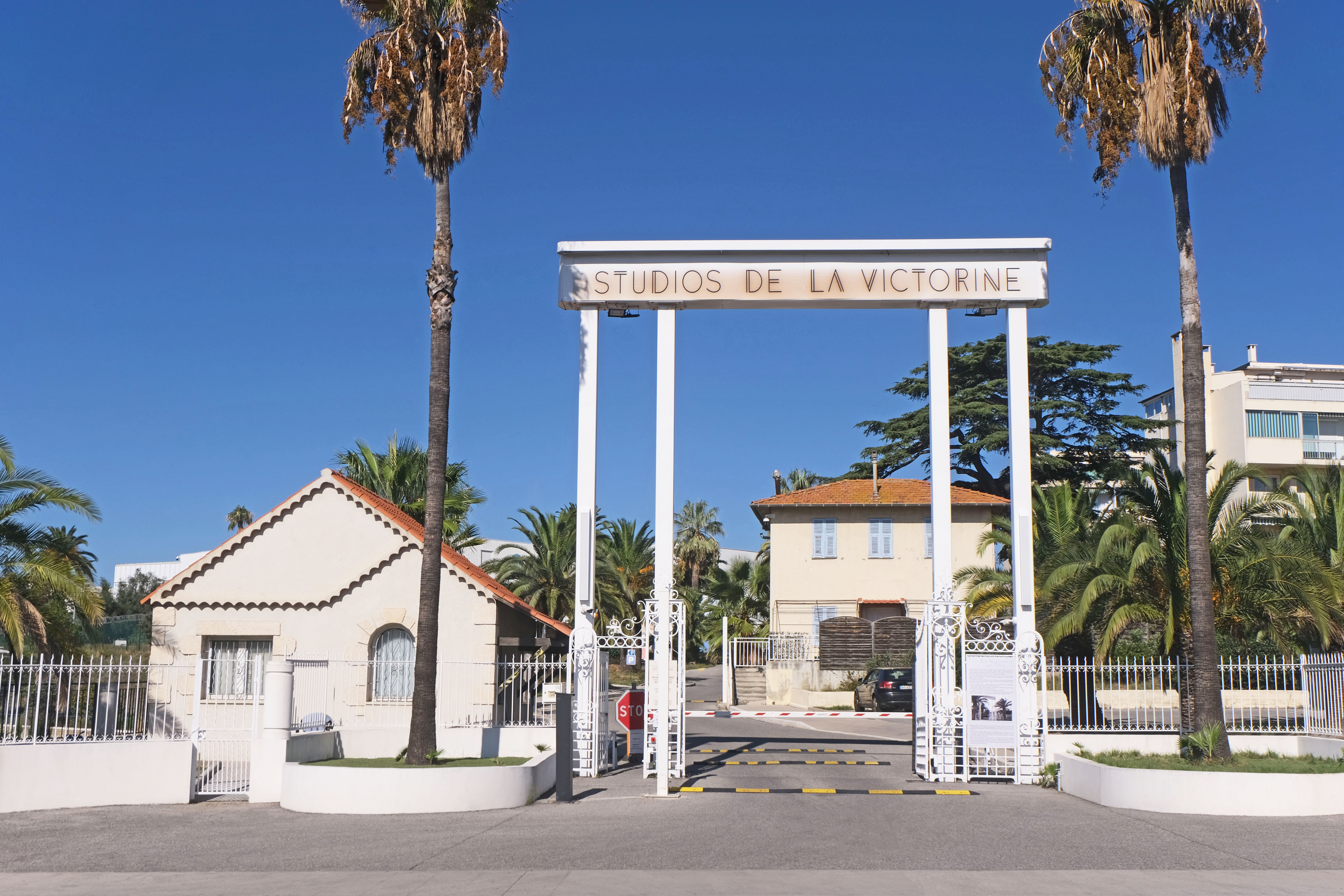
Studios de la Victorine à Nice
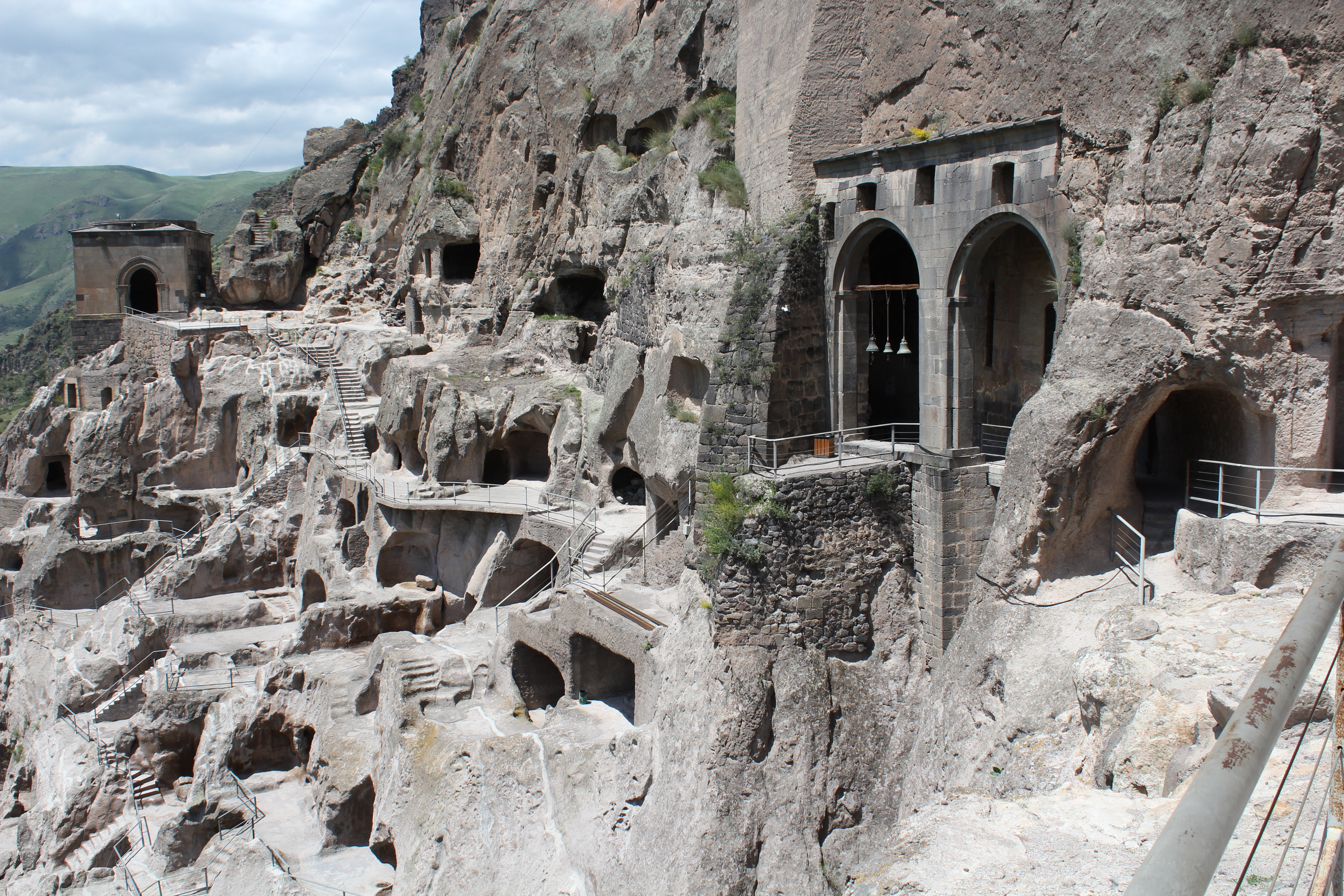
Vardzia en Géorgie

### Musique
Guillaume Ferran compose la bande originale du film.

## Sortie et accueil

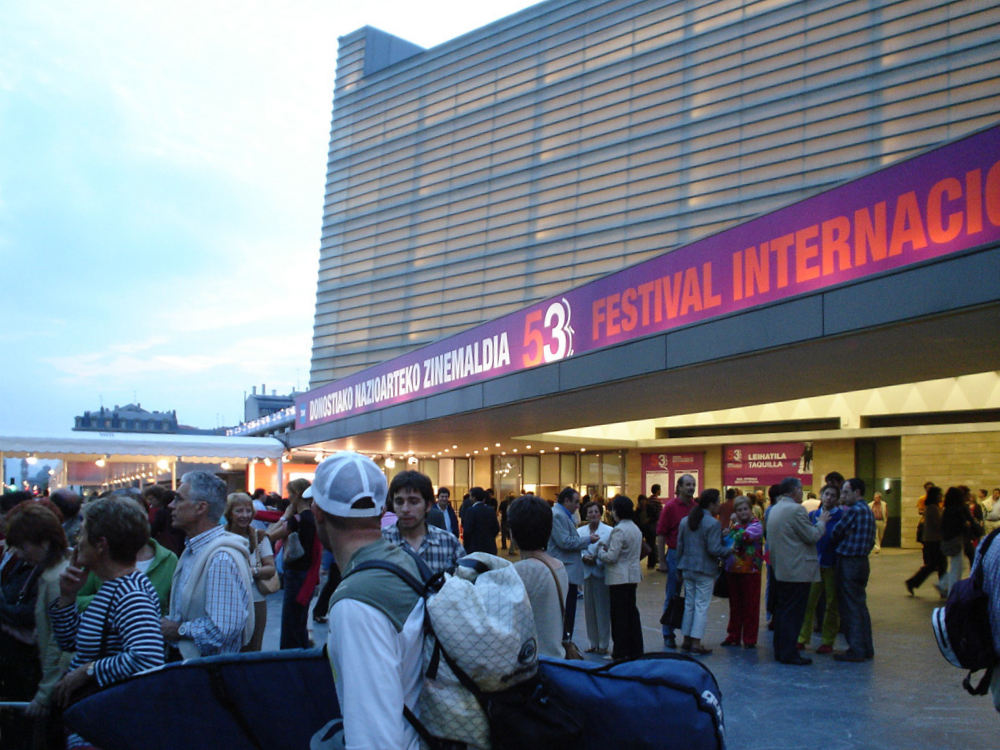
Festival International du Film de Saint-Sébastien

### Dates de sortie et festivals
Brûle le Sang fait sa première mondiale en Espagne, en septembre 2024, à la 72e édition du Festival International du Film de Saint-Sébastien, où il est sélectionné dans la catégorie New Directors,. Il est ensuite projeté au festival de Saint-Jean-de-Luz.
Le film sort dans les salles de cinéma en France le 22 janvier 2025.

### Accueil critique
- Brûle le sang a reçu une bonne critique de la part du site spécialisé L'Antre du Cinéphile[17] qui en a fait une critique positive : « Un film fort et puissant, incarné par de remarquables comédiens et écrit avec beaucoup de rigueur. Aussi sincère que touchant, Brûle le sang est une belle réussite »[18].
- Télérama écrit que Brûle le sang est « un thriller qui ne ménage pas sa violence, et révèle un jeune cinéaste,  Akaki Popkhadze, qui se nourrit du cinéma de Scorsese et du Little Odessa de James Gray »[19]